# فریب (فیلم ۱۹۸۱)
فریب (انگلیسی: Hoodwink) یک فیلم دلهره‌آور استرالیایی است که در سال ۱۹۸۱ منتشر شد. این فیلم بر اساس داستان واقعی زندگی «کارل سینردال» ساخته شده است، محکومی که فرار از یک مجازات سنگین وانمود کرد که نابیناست و مجبور شد به این فریبکاری خود ادامه دهد.

## گزیدهٔ بازیگران
- جان هارگریوز
- جودی دیویس
- وندی هیوز
- مکس کالن
- کالین فریلز
- جفری راش
- وندی استرلو